# Lunnis de leyenda
Los Lunnis de Leyenda es un programa de títeres y cuentos de leyenda producido por TVE y emitido por Clan TV desde 2016.

## Argumento
Los Lunnis son seres extraterrestres que habitan en el mundo de Luna Lunera. En un claro del bosque suelen encuentran a Lucrecia, que narra o bien antiguas leyendas o bien las peripecias de famosos personajes históricos en cada uno de los episodios. El relato narrado por Joan Bentallé se ilustra en dibujos animados y siempre culmina con una canción interpretada por Lucrecia relativa al personaje en cuestión.

## Episodios

### Personajes históricos
- Alfonso X y el ajedrez
- Aníbal
- Antoni Gaudí
- Blas de Lezo
- Cervantes
- Clara Campoamor
- Concepción Arenal
- Cristóbal Colón
- Diego Corrientes
- Velázquez y Las Meninas
- El Cid
- El Greco
- Florence Nightingale
- Quevedo, el espía
- Gonzalo Guerrero
- Isaac Albéniz
- Isaac Peral
- Isabel de Farnesio
- Isabel Zendal
- Jacques Cousteau
- Juan de Lepe
- Leonardo Da Vinci
- Lope de Vega
- Lucio Minicio, Campeón Olímpico
- Magallanes y Elcano
- Marco Polo
- María Goyri
- María Moliner
- María Pita
- Marie Curie
- Pedro González
- Pedro Serrano
- Ramón y Cajal
- Rosario Weiss
- Salvador Dalí
- Sant Jordi

### Leyendas
- Egeria
- El caballo de Troya
- El Carnaval de Lantz
- El Dragón del Patriarca
- El gallo de Barcelos
- El Gigante Botafuegos
- El hombre pez de Liérganes
- El peñón de Ifach
- El Príncipe Ahmed y la Princesa Aldegunda
- El pulpo de Carteia
- El tambor del Bruch
- El Tesoro de las 7 Sillas
- El tesoro del Delfín
- El Topo de la Catedral
- El Trasgu
- Gara y Jonay
- Habis, el rey tarteso
- Hércules
- La cueva de Altamira
- La Dama de Arintero
- La Encantá
- La Fuente de la Xana
- La leyenda de Formigal
- La leyenda del acueducto
- La Mansaborá
- La Maruxaina
- La Princesa Yaiza
- La procesión de las ratas
- La Roldana
- Los Hombres de Musgo
- Los Ratones Coloraos
- Marieta y el gigante Silbán
- Medina Azahara
- Ojáncano
- El Olentzero
- Papamoscas
- Rodrigo y el palacio encantado
- Sigurd y el tesoro de Formentera
- Sofonisba y Lavinia

### Otros
- Cartones de Goya
- Las Fallas
- Motín de Esquilache
- Museo del Prado
- El Quijote
- Roscón de Reyes

### Discografía
1. Lunnis de leyenda Vol.1 (2017)
2. Lunnis de leyenda Vol.2 (2017)
3. Lunnis de leyenda Vol.3 (2018)
4. Lunnis de leyenda Vol.4 (2018)
5. Lunnis de leyenda Vol.5 (2019)
6. Lunnis de leyenda Vol.6 (2020)